# Sebastopol (cuirassé)
Pour les articles homonymes, voir Sebastopol (homonymie).
Le Sebastopol (en russe : Севастополь) est le dernier navire d'une série de plusieurs cuirassés de la Marine impériale de Russie de classe Poltava. Pendant sa courte existence, le Sebastopol servit en Extrême-Orient. Il fut l'une des nombreuses victimes de la Guerre russo-japonaise (1904-1905).
Ce cuirassé devait son nom à la défense de Sébastopol (1854-1855), assiégée lors de la Guerre de Crimée (1853-1856). Sister-ship des cuirassés Poltava et Petropavlovsk, tous trois furent détruits lors du siège de Port-Arthur. En 1909, le nom de Sebastopol fut attribué à un autre cuirassé de la Marine impériale de Russie.

## Historique
Le Sebastopol fut construit selon les plans de H.E. Andrushchenko et N.I. Afanassiev. Le 7 mai 1892, Alexandre III de Russie, son fils le tsarévitch Nicolas Alexandrovitch de Russie (futur Nicolas II de Russie), le grand-duc Alexis Alexandrovitch de Russie, commandant suprême de la Marine impériale de Russie assistèrent à la cérémonie marquant la fin de la construction des trois sisters-ships.
En 1898, afin de permettre l'installation du blindage et de l'armement, le Sebastopol fut transféré à Kronstadt. 
Le 16 octobre 1899, le Sebastopol entreprit ses premiers essais mais en raison d'un accident à bord les tests furent ajournés. Au cours de l'hiver 1899 le cuirassé resta ancré dans le port de Libava afin de préparer ses prochains essais. Le 14 juillet 1899, de nouveaux tests eurent lieu et la vitesse moyenne du navire s'éleva à 16,41 nœuds, les machines développant une puissance de 9 838 chevaux pour un déplacement de 11 249 tonnes. De nouveaux tests furent effectués lors desquels le Sebastopol atteignit seulement la vitesse de 15,3 nœuds, ce qui semble plus probable (la première vitesse fut incorrecte, elle doit se lire 15,41 nœuds).
Le 3 octobre 1900, le Sebastopol fut affecté dans la Flotte du Pacifique. Le 31 mars 1901, le cuirassé accosta à Port-Arthur. Dès son ancrage dans le port, de pair avec la formation des membres d'équipage, des réparations sur les machines du cuirassé furent effectuées.
En qualité de yacht impérial du grand-duc Boris Vladimirovitch de Russie, le Sebastopol se rendit à Nagasaki, Yokohama et Tokyo. Dans le but de tester l'endurance des systèmes de navigation, la même année il participa à des essais avec d'autres cuirassés entre Nagasaki et Port-Arthur, lors d'un concours de tir de torpilles, le cuirassé prit la première place.
Le 28 janvier 1904 à l'entrée du port, le Poltava heurta le Sebastopol mais aucun dommage ne fut constaté à bord du cuirassé.

### Guerre russo-japonaise

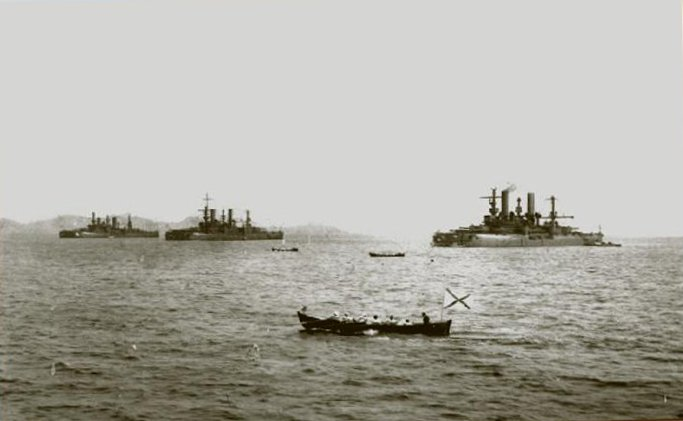
Les cuirassés Petropavlosk, Sebastopol et Poltava en 1904.

Dans la nuit du 8 février 1904 au 9 février 1904, un groupe de torpilleurs japonais pénétra dans le port de Port-Arthur et sans déclaration de guerre attaqua les navires russes à l'ancre. Le Sebastopol eut deux hommes de la passerelle touchés par un obus. Avec les autres navires russes, le cuirassé échangea des tirs avec la flottille japonaise pendant quarante minutes.
Le 26 février 1904, le Sebastopol fut légèrement endommagé après un bombardement intensif des Japonais. Le 9 mars 1904, le cuirassé tenta en vain de traverser la flotte japonaise, de nouveau l'ennemi procéda à des tirs intensifs sur le port et la ville de Port-Arthur.
Le 26 mars 1904, la proue du Perevest percuta la poupe du Sebastopol, endommageant une ligne d'arbre. Le vice-amiral Stepan Makarov, commandant de Port-Arthur désigna N.K. Chernychev responsable de l'accident et le même jour il fut remplacé par le capitaine de 2e rang Nikolaï Ottovitch von Essen.
Le 23 juin 1904 le 1er escadron du Pacifique prit la mer depuis Port Arthur afin de rallier le port de Vladivostok et forcer le blocus. Au large de Port-Arthur les navires russes rencontrèrent un escadron de la flotte japonaise. Le chef de l'escadre Wilgelm Karlovitch Vitgeft prit la décision de revenir afin de défendre la ville, citant l'absence de nombreux navires russes et de leur artillerie. Aux abords du port, le Sebastopol, ayant dérivé de sa position dans la formation, heurta une mine qui tua onze membres d'équipage et provoqua d'importantes voies d'eau. Un incendie se déclara dans le compartiment de stockage des obus de 152 mm, mais il fut rapidement envahi par l'eau et le cuirassé s'inclina à bâbord. Il put néanmoins retourner à son mouillage. L'absence de cale sèche de taille suffisante pour un navire de ce tonnage contraignit les Russes à effectuer les réparations à l'aide d'un caisson submersible. Les réparations durèrent six semaines jusqu'au 25 juillet 1904. Le 10 août 1904, le Sebastopol participa à la bataille de la mer Jaune.

### Bataille de la mer Jaune
Le 10 août 1904 à 8 h 30, le 1er escadron du Pacifique sortit de Port-Arthur, placé sous le commandement de l'amiral Wilgelm Karlovitch Vitgeft. Une heure plus tard, à l'est, la flotte russe rencontra le gros des forces navales japonaises. La flotte japonaise était identique à celle rencontrée le 23 juin 1904, tandis que côté russe le croiseur Bayan était absent pour cause de réparation. Un escadron de quatre croiseurs protégés de l'amiral Dewa se joignit au corps de bataille principal japonais.
Cette bataille, connue sous le nom de bataille de la mer Jaune, débuta à 10 heures 20. Lors de la première phase du combat le Sebastopol fut touché légèrement, mais à la fin de la bataille, les dommages causés au cuirassé furent plus importants. Un obus de 152 mm atteignit la tourelle arrière. À 17 h 35 un incendie se déclara, mais fut rapidement maîtrisé.
À la suite de la destruction de la passerelle du Tsesarevich et la mort de l'amiral Vitgeft, la flotte russe fut désorganisée et rompit le combat, retournant à Port Arhtur.
Le Sebastopol eut un marin tué et 61 blessés (dont deux officiers) lors de cette bataille.

### Sabordage duSebastopol
Lors de la réunion du 6 août 1904, seul Nikolaï Ottovitch von Essen proposa une sortie en mer de la flotte russe afin de tenter de couler les navires de la flotte japonaise, même au prix de la perte des navires russes ; couler un ou deux navires japonais permettrait d'améliorer la situation de la flotte du Pacifique. La majorité des membres de cette réunion optèrent pour utiliser le reste des forces afin de protéger la forteresse en utilisant l'artillerie des bâtiments de guerre.
Le 23 août 1904, le Sebastopol effectua une nouvelle tentative de s'échapper en compagnie de quatre destroyers. Au large de Port-Arthur, les Russes aperçurent les croiseurs Nissin et Kasuga, trois croiseurs de la classe Matsushima, un vieux cuirassé, le Tin Al, deux canonnières et 28 destroyers. Dès que la flotte russe fut éloignée de Port-Arthur, Le Nissin et le Kasuga ouvrirent le feu. Le Sebastopol trop éloigné des deux croiseurs japonais ne tira pas.
Vers 11 heures, le premier destroyer et le Sebastopol ouvrirent le feu. Le pont du cuirassé fut atteint par un obus de 120 mm, les dégâts causés furent sans gravité. Le Nissin et le Kasuga recommencèrent leurs tirs. Nikolaï Ottovitch von Essen prit la décision de retourner à Port-Arthur. Sur le chemin du retour, à nouveau le Sebastopol sauta sur une mine, la poupe fut endommagée, et après une heure d'arrêt le cuirassé reprit sa route. À 13 h 50, le Sebastopol jeta l'ancre dans le bassin ouest de Port-Arthur. Cette sortie fut la dernière action du 1er escadron du Pacifique. 
Les réparations du Sebastopol (24 octobre 1904) prirent fin au moment où les Japonais bombardèrent la ville de Port-Arthur.
Dans la nuit du 1er décembre 1904, les Japonais décidèrent d'attaquer la flotte russe en utilisant de petits destroyers. Dans la nuit du 2 décembre 1904, les forces japonaises lancèrent dans le combat presque toutes leurs forces disponibles. L'attaque débuta au coucher du soleil, ils tirèrent environ 30 torpilles. Le Victory placé sous le commandement du quartier-maître Apalinov torpilla un destroyer japonais. Le 3 décembre 1904, le Sebastopol fut atteint d'une torpille à la poupe.
Le 19 décembre 1904, le Sebastopol reçut l'ordre de détruire les navires encore à flot avant la remise de la forteresse de Port-Arthur aux Japonais. Le 20 janvier 1905, le cuirassé fut sabordé par 50 mètres de fond.
31 officiers et 507 marins du Sebastopol furent capturés par les Japonais. Un lieutenant conserva le pavillon sous lequel le cuirassé avait combattu le 28 juillet 1904. En mémoire du valeureux Sebastopol, le pavillon fut installé au Corps naval des Cadets.

## Commandants duSebastopol
- N.K. Chernychev
- Nikolaï von Essen

## Sources et bibliographie
- S.V. Suliga, Escadron de guerre, de type « Poltava » (Collection Yauza, Eksmo, 2005)  (ISBN 5-699-13053-5)
- А. Б. Chirokorad, L'Artillerie de navires de la marine russe exercice biennal 1867-1922, « Maritime Collection » no 2, 1997
- Bruno Birolli, Port-Arthur, 8 février 1904-5 janvier 1905, Paris, Economica (2015) - en français.